# BR-Klassik
BR-Klassik – niemiecka stacja radiowa należąca do Bayerischer Rundfunk (BR), bawarskiego publicznego nadawcy radiowo-telewizyjnego. Jest poświęcona w całości muzyce poważnej. Została uruchomiona w 1980 pod nazwą Bayern 4 Klassik. W 2009 otrzymała obecną nazwę. 
Stacja dostępna jest w Bawarii w analogowym i cyfrowym przekazie naziemnym. Ponadto można jej słuchać w Internecie oraz w niekodowanym przekazie z satelity Astra 1M. 